# Взбесившийся автобус
«Взбесившийся автобус» — советский фильм, снятый в 1990 году, основой сюжета которого послужила реальная история: факт захвата автобуса с детьми в Орджоникидзе (теперь Владикавказ) в декабре 1988 года. Премьера состоялась 1 сентября 1991 года.

## Сюжет
Орджоникидзе, 1988 год. Павел Мелкоянц (Игорь Бочкин) и Джафар угоняют пассажирский автобус с городского автовокзала. В последний момент Джафар отказывается ехать вместе с Павлом и выходит из автобуса. Павел забирает своих сообщников Седого (Сергей Максачёв), Жилу (Амаяк Акопян) и Молчуна (Каха Дзадзамия), затем супругу Тамару (Анна Самохина), которая не в курсе преступных планов мужа. Они подъезжают к городской типографии, где на экскурсии находится группа детей с учительницей. Вышедших из типографии ребят приглашают в автобус, якобы для того, чтобы доставить в школу.
Тем временем милиция сообщает по служебной связи об угоне автобуса (о захвате детей пока никто не подозревает). Угнанный автобус замечен местными сотрудниками КГБ, услышавшими по радиостанции своего служебного автомобиля сообщение УВД. Полковник госбезопасности Орлов (Ивар Калныньш) решает «помочь родственной организации».
Автобус выезжает на площадь перед зданием местного исполкома. Преступники замечают следующую за ними «Волгу» и Мелкоянц обстреливает её, водитель ранен осколками стекла.
Милиция, внутренние войска оперативно оцепляют площадь. Подъезжают пожарные машины и «скорая помощь». По требованию террористов они получают рацию для разговора с «представителем власти» — полковником Орловым. Тамара, не желающая участвовать в террористическом акте, выходит из автобуса и передаёт Орлову ультиматум бандитов, сообщает о количестве террористов, захваченных детей и о том, что в автобусе находятся оружие, канистры с бензином и взрывчатка. В случае стрельбы автобус может взорваться вместе с заложниками.
Террористы выдвигают свои требования: два миллиона долларов, миллион рублей золотом и полёт на самолёте в государство без дипломатических отношений с СССР. Автобус должен въехать в самолёт. Власти СССР согласовывают детали. Согласие получено; но самолёт, который может забрать такой автобус, может взлететь только с аэродрома в Минеральных Водах, куда и приходится ехать почти 6 часов колонной из автомобилей ГАИ (в одном из них — полковник Орлов и Тамара), подразделения внутренних войск, пожарных и «скорой помощи». За колонной устремляются автомобили с родителями и многочисленными родственниками заложников.
По пути преступники решают забрать с собой сидящего в тюрьме сообщника Виктора (Александр Вдовин) и отпускают взамен Эвелину, одну из малолетних заложниц; однако заключённый, которому осталось лишь несколько месяцев до освобождения и который не в восторге от плана своих дружков, наотрез отказывается ехать с террористами.
По дороге преступники решают лететь в Пакистан, который поддерживает афганских моджахедов и не выдаёт военнопленных. Они не знают, что у Пакистана есть соглашение с СССР о выдаче преступников. МИД связывается с послом в Пакистане, но Жила отказывается от этой идеи («Прокрутят динамо, посадят в Кабуле и пришьют как духов»). Как вариант рассматривают ЮАР, однако Седой сразу отклоняет его из-за расовых предрассудков. Молчун предлагает Чили, но от этого варианта отказывается сам главарь из-за проходящих демонстраций против режима Пиночета, опасаясь, что его могут свергнуть. Наконец выбирают Израиль, с которым у СССР нет официальных отношений. МИД предлагает бандитам Финляндию, но Мелкоянц отвечает категорическим отказом и настаивает на Израиле.
Тем временем полковник Орлов получает сообщение о «хвосте» из машин с родителями и другими родственниками заложников. Он отдаёт приказ остановить машины, но разъярённые родственники сталкивают машину ГАИ в пропасть, в результате чего она взрывается. Тогда Орлов приказывает внутренним войскам перекрыть дорогу, успокоить родителей и объяснить им всю ситуацию.
Колонна с автобусом въезжает на лётное поле аэропорта Минеральные Воды. Им предоставлен тяжёлый транспортный самолёт Ил-76.
Автобус загоняют в грузовой отсек Ил-76ТД, доставлены требуемые бандитами автоматы Калашникова, бронежилеты, наручники, мешки с деньгами. Дети обменены на экипаж — теперь лётчики, пристёгнутые наручниками к штурвалам в кабине, и полковник Орлов — их заложники. Учительница (Анна Тихонова) не успевает выйти со своим классом, её задерживает Седой (чего в реальности не было) и пытается изнасиловать. Орлов мешает ему, преступники избивают его, надевают наручники и подвешивают руки к лебёдке.
Самолёт летит в Израиль. Террористы решают отпраздновать это событие, пригласив Тамару и учительницу, выпить и потанцевать. Один из преступников с автоматом находится в кабине возле экипажа. Учительницу затаскивают в салон автобуса, где пытаются изнасиловать. Тамара освобождает Орлова, и тот вступает в драку с бандитами, в итоге отстояв честь женщины.
Самолёт приземляется в аэропорту Тель-Авива. Переводчик провожает преступников через оцепление и журналистов к автомобилю, где они изъявляют желание «ехать в лучший отель Тель-Авива, обязательно с пятью звёздами, фонтаном и садом». Вместо этого преступники доставлены в тюрьму. Местные власти принимают решение передать террористов в СССР, но при условии, что никто из преступников не будет казнен. По запросу дипломатов прилетает Ту-134 с сотрудниками спецслужб. Перед выездом из тюрьмы Мелкоянц изъявляет желание «перекреститься в евреев», надеясь так отменить выдачу себя в СССР, но полицейские, на самом деле не испытывая ни капли жалости к тем, кто похитил детей и угнал самолёт, заталкивают преступников в полицейский «Transit» и отвозят в аэропорт, где передают сотрудникам госбезопасности.
Вся компания вновь оказывается в том же Ил-76, но уже под конвоем. Самолёт летит обратно в СССР и совершает посадку в Москве, где преступников увозят на «Волгах» КГБ.

## В ролях
| Актёр              | Роль |
| ------------------ | --- |
| Ивар Калныньш      | Валентин Орлов (прототипы Таймураз Батагов и Евгений Шереметьев) полковник КГБ СССР, (озвучивает Сергей Малишевский) |
| Игорь Бочкин       | Павел Мелкоянц (прототип Павел Якшиянц) главарь террористов                                                          |
| Анна Самохина      | Тамара Фотаки, жена Павла                                                                                            |
| Анна Тихонова      | Наталья Владимировна (прототип Наталья Владимировна Ефимова) учительница                                             |
| Каха Дзадзамия     | Молчун (прототип Владимир Анастасов) террорист                                                                       |
| Сергей Максачёв    | Седой (прототип Герман Вишняков) террорист                                                                           |
| Амаяк Акопян       | Жила (прототип Владимир Муравлёв) террорист                                                                          |
| Юрий Гусев         | генерал-майор, (озвучивает Владислав Ковальков)                                                                      |
| Игорь Кашинцев     | генерал-майор |
| Эммануил Виторган  | господин Анук, сотрудник МИД Израиля                                                                                 |
| Павел Цитринель    | начальник израильской контрразведки, (озвучивает Артём Карапетян)                                                    |
| Игорь Верник       | сотрудник МВД Израиля                                                                                                |
| Юрий Демич         | Георгий Александрович Матвеев, консул СССР в Израиле                                                                 |
| Борис Щербаков     | Борис Васильевич, сотрудник МИД СССР                                                                                 |
| Аристарх Ливанов   | Виктор Петрович, посол СССР в Пакистане                                                                              |
| Александр Кузнецов | бортинженер |
| Александр Вдовин   | Витюха, сообщник террористов, которого они пытались освободить                                                       |
| Пётр Щербаков      | пилот |
| Сергей Жолобов     | эпизод |
| Всеволод Платов    | КВС ИЛ-76ТД |
| Елена Туменова     | мать Тамары |
| Давид Маркиш       | эпизод |

## Съёмочная группа
- Авторы сценария и режиссёры: Георгий Натансон, Николай Кривомазов, Давид Маркиш.
- Оператор: Вадим Семеновых.
- Художники: Александр Гиляревский, Николай Терехов.
- Композитор: Евгений Дога.

## Съёмки
Натурные съёмки первой половины фильма (в том числе и сцены взятия детей в заложники) были выполнены за 26 дней во Владикавказе, там, где и произошли реальные события. Планировалось, что съёмки некоторых сцен будут проходить в Израиле, но вместо них режиссёру пришлось Тель-Авив заменить Москвой. Израильское Министерство иностранных дел снимали в гостинице «Россия», аэропорт «Бен-Гурион» — в Шереметьево.

## Критика
Реальный прототип Павла Мелкоянца — героя Игоря Бочкина — Павел Якшиянц, уже находясь в тюрьме Златоуста, посмотрел фильм (до середины), и тот ему не понравился. В 1998 году, давая интервью корреспонденту «Челябинского рабочего» Ольге Айзенберг, Якшиянц заявил: «Нас изобразили извергами, хотя наша „вооружённая банда“ была на самом деле автобусной бригадой автотранспортного предприятия города Орджоникидзе».